# Local area network
Een local area network (lokaal gebiedsnetwerk), afgekort LAN, is een netwerk dat computers en andere toestellen die zich in een lokaal beperkt gebied bevinden, zodanig met elkaar verbindt dat deze met elkaar kunnen communiceren. Toestellen kunnen hierbij fysiek via een gedeeld medium of rechtstreeks met elkaar verbonden zijn. LAN's verschillen van WAN's door het lokale karakter en doordat er meestal geen lijnen van telecomaanbieders deel van uitmaken. LAN's vindt men typisch bij lokale afdelingen van organisaties, alsook bij particulieren.
In het verleden werden allerlei technologieën gebruikt, zoals ARCNET, Token Ring en Ethernet. Vandaag de dag worden LAN's vooral gerealiseerd op basis van bekabeld Ethernet en het draadloze wifi en met name in de particuliere sfeer ook met HomePlug. LAN's zijn meestal met een WAN verbonden via een router, modem of andere gateway.

## Toepassingen
LAN's worden vaak opgezet op locaties waar veel computers in één ruimte of gebouw te vinden zijn en waar een snelle overdracht van informatie tussen verschillende computers nodig is.
Dit is vaak het geval bij bedrijven, scholen en overheidsinstellingen. Tegenwoordig beschikken ook vele particulieren over een LAN. 
Via het LAN heeft een computer toegang tot andere bronnen die aan het netwerk zijn gekoppeld, zoals andere computers, printers en eventueel andere netwerken. Door de digitale convergentie dienen LAN's vandaag de dag niet alleen voor typische computercommunicatie, maar meer en meer ook voor audio- en videotoepassingen, waaronder digitale televisie en voice over IP.
Op een LAN-party wordt een LAN gebruikt om over het lokale netwerk computergames te spelen. Zulke samenkomsten worden secundair veel gebruikt om bestanden uit te wisselen.

## Geschiedenis
Het eerste LAN is waarschijnlijk ARCNET, een product van Datapoint Corporation dat in 1977 op de markt kwam. Toen in de jaren 80 van de twintigste eeuw de eerste personal computers van IBM op de markt kwamen wilde men al snel deze computers aan elkaar koppelen om gegevens en bronnen te kunnen delen. Elke PC had dan bijvoorbeeld geen aparte printer nodig, maar kon een centraal opgestelde printer gebruiken. Hiertoe werden verschillende soorten netwerken ontwikkeld.

## Techniek
Er bestaan verschillende manieren om verbindingen te leggen. De meest gebruikte technieken zijn bekabelde basisband-verbindingen, zoals Ethernet via twisted pair en draadloze verbindingen via wifi. Ook maakt men wel gebruik van communicatie via het elektriciteitsnet of modulatie op bestaande coax voor televisie. Een LAN wordt beperkt tot een lokaal gebied, gewoonlijk binnen één gebouw of complex, bijvoorbeeld een bedrijfsterrein. Over het algemeen wordt het bereik van een LAN beperkt door de gebruikte technieken. Indien grotere afstanden overbrugd moeten worden, zoals tussen steden en landen, spreekt men van een WAN.
LAN's zijn meestal van het type basisband waarbij gebruikgemaakt wordt van packet-switching. Twee typen LAN zijn algemeen in gebruik: Ethernet en in mindere mate Token Ring.

## Organisatie
LAN's zijn zoals de naam aangeeft lokaal georganiseerd, dus fysiek bepaald, met de bedoeling dat aangesloten toestellen direct met elkaar kunnen communiceren, terwijl communicatie tussen het LAN en de buitenwereld via een gateway plaatsvindt. Om dit te realiseren wordt er een fysieke en logische configuratie gemaakt die de gewenste structuur weerspiegelt. Bij bedraad Ethernet worden dikwijls punt-naar-puntverbindingen gemaakt tussen elke werkpost en een verbindingskast op de afdeling, wat een sternetwerktopologie op die betreffende afdeling tot gevolg heeft waarbij de verbindingskast het centrale punt is. Bij wifi bevindt zich op de locatie een aantal tot het LAN behorende toegangspunten.
Logisch worden typisch alle toestellen in een op IP gebaseerd LAN georganiseerd als één subnet op de datalinklaag. Hierbij wordt gebruikgemaakt van private subnetten, in de daartoe gereserveerde bereiken 10.x.x.x/8, 172.16.x.x/16 of 192.168.1.x/24. Zo kan het zijn dat een organisatie bijvoorbeeld besluit om 10.2.x.x/16 te reserveren om per lokale afdeling een 8-bits subnet te definiëren. Hierbij krijgt iedere lokale afdeling een uniek nummer. Zo krijgt dan afdeling 17 bijvoorbeeld een LAN met subnet 10.2.17.x/24, en afdeling 38 een LAN met subnet 10.2.38.x/24. Ieder subnet heeft gewoonlijk een router die fungeert als "default gateway". Indien men de routers in het voorbeeld bijvoorbeeld configureert op adres 254, hebben de LAN's een default gateway op 10.2.17.254 voor afdeling 17 en 10.2.38.254 voor afdeling 38. De subnetten worden beperkt gehouden qua aantal adressen om het broadcastdomein te beperken.

## Evolutie
Door de tijd heen zijn door de technische evolutie de mogelijkheden in het algemeen en snelheden in het bijzonder steeds verder toegenomen. De eerste versies van Ethernet, gebaseerd op coax, lieten een snelheid van 10 Mbit/s toe, met dien verstande dat het een gedeeld medium was, waardoor de prestaties sterk konden verminderen door netwerkconflicten. Vandaag de dag is 100 Mbit/s wijdverspreid en werkt men in professionele omgevingen doorgaans reeds met gigabit-verbindingen. Ook het feit dat men nu met switches werkt, waardoor netwerkconflicten geëlimineerd kunnen worden, leidt tot veel betere netwerkprestaties. Daarnaast bestaan er dankzij het gebruik van intelligente switches voorzieningen voor QoS, wat toelaat prioritair verkeer, zoals bv. spraakverkeer, de kwaliteit te geven die benodigd is. Ook kunnen er virtuele LAN's gemaakt worden, zie hiervoor de aparte paragraaf.
Ook de snelheden van wifi en communicatie via het elektriciteitsnet hebben een belangrijke evolutie doorgemaakt. Dit zijn echter wel gedeelde media en dus onderhevig aan netwerkconflicten. Een goede netwerkarchitectuur kan de problematiek echter verminderen.

## Virtual LAN
Een Virtual LAN, virtueel LAN of VLAN is een netwerk dat zich logisch gedraagt als een LAN, maar niet hard gekoppeld is aan de fysieke aspecten. Een VLAN vormt een logische laag geconstrueerd bovenop andere netwerktechnologieën die de aangesloten toestellen met elkaar laat communiceren op de datalinklaag, alsof ze zich in een gewoon LAN bevinden. Het is echter in vele gevallen zo dat er geen nauwe fysieke begrenzing is zoals bij een gewoon LAN. Zo zou het perfect kunnen dat een nationaal of zelfs internationaal werkzaam zijnde organisatie alle netwerkprinters in één virtueel LAN groepeert, alhoewel deze zich op geografisch verspreide locaties bevinden. Zo kan communicatie perfect via WAN-technieken gebeuren, bv. via L2TP. Op één fysieke LAN kunnen pakketten van verschillende VLAN's door elkaar voorkomen. Bij gebruik van de standaard IEEE 802.1Q maakt men gebruik van tagging van ethernetframes en dient men er voor te waken dat alle gebruikte netwerkapparatuur, ook die op de betrokken LAN's, hier mee overweg kan.